# Córdoba (departement)
Córdoba [ˈkoɾðoβa]IPA (španělsky Departamento del Córdoba) je severním departementem Kolumbie. Hlavní město je Montería.

## Geografie
Córdoba leží u Dariénského zálivu (Karibské moře), hraničí s departementy Antioquia na západě a jihu, Bolívar a Sucre na východě.
Jižní část je hornatá. V jihovýchodní části Córdoby dosahují Západní Kordillery nadmořské výšky přes 2600 m.
Západní část území je odvodňována řekou Sinú, která ústí deltou do Karibského moře, jihovýchodní část řekou San Jorge (levostranný přítok Magdaleny). Na horním toku Sinú byla postavena přehrada Urrá. Severní část území je poseta četnými jezery Ciénaga Zapal, Charco Altamizal, atd. Na východě při řece San Jorge leží velké jezero Ciénaga de Ayapel.
Jižní část je chráněna v národním parku Paramillo.

## Hospodářství
Hospodářství je postaveno na chovu hovězího dobytka a rostlinné výrobě. Významné je pěstování juky, banánů, kukuřice, fazolí, cukrové třtiny, čiroku a sezamu. V departementu se těží železná ruda, nikl, ropa, kobalt, sádrovec a vápenec.